# Ганс Бовскі
Ганс Бовскі (нім. Hans Bowski) — німецький льотчик-ас, віцефельдфебель Імперської армії.

## Біографія
Учасник Першої світової війни. Літаючи у складі 14-ї винищувальної ескадрильї, здобув п'ять зареєстрованих перемог, ще одна не була підтверджена. 3 вересня 1917 року поранений. У січні 1918 року перейшов у 51-шу винищувальну ескадрилью, де не здобув жодної перемоги.